# 越来越好 (宋祖英歌曲)
《越来越好》，是宋祖英演唱的一首歌曲，由车行作词、李昕作曲，收錄在個人專輯《踏歌起舞》之中，这首歌主要描述中国自改革开放以来日新月异的发展，2001年在央视春晚上演唱，并于同年获得中宣部第八届“五个一工程”奖。

## 歌曲应用
- 2010年，中国移动公司旗下的神州行品牌广告对此曲做了改编，以描述该运营商及该品牌套餐用户的感想。
- 2022年，随着社会形势愈发严峻，该歌曲也被部分抖音网友借此曲反讽当今社会现状。[來源請求]